# Ambt Blankenberg

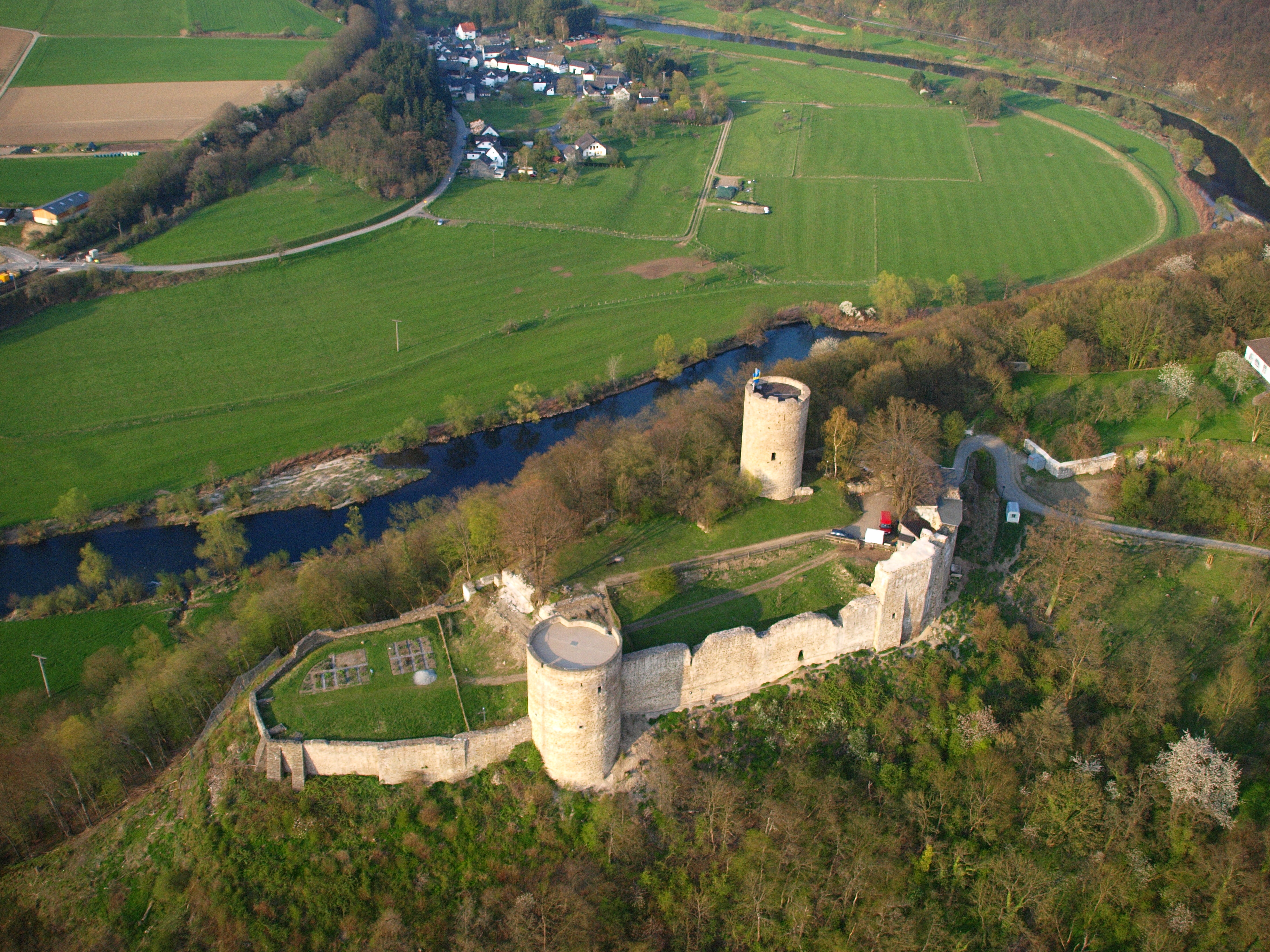
Blankenberg, kasteel en stad

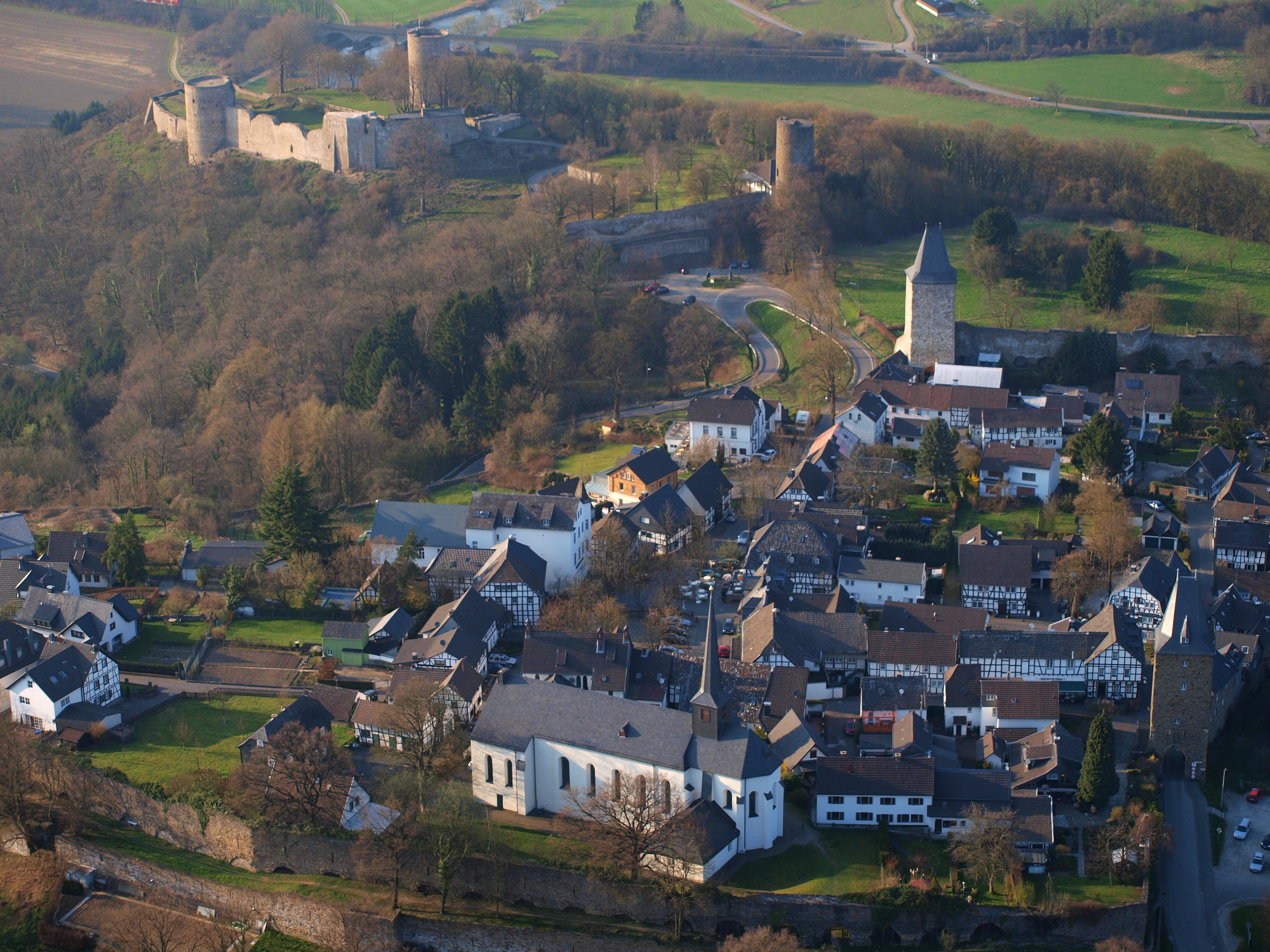
Blankenberg (stad)

Het Ambt Blankenberg in de Duitse regio Berg (van de deelstaat Noordrijn-Westfalen) was een bestuurseenheid in het vroegere hertogdom Berg. Het land Blankenberg, dat graaf Godfried II van Heinsberg in 1363 aan graaf Willem II van Berg verpand had en niet had vrijgekocht, kwam zo in het bezit van de graaf van Berg, die in 1380 hertog werd. Het Ambt Blankenberg bleef tot zijn opheffing in 1806 bij het Hertogdom Berg.